# L'Arme à l'œil
L'Arme à l'œil (Eye of the Needle) est un roman policier et d'espionnage britannique de Ken Follett publié en 1978.
Le roman est traduit en français en 1980.

## Résumé
Les Alliés préparent le débarquement de Normandie. Ils ont mis en place l'opération Fortitude, destinée à faire croire aux Allemands que le débarquement se fera dans le Pas-de-Calais et en Norvège. 
En 1940, Henry Faber, un espion allemand appelé Die Nadel (L'Aiguille) en raison de son utilisation d'un stylet comme arme, a découvert les mouvements anglais pour aider les Alliés en Norvège, alors envahie par le 3e Reich. Faber est sur le point de transmettre l'information à Berlin lorsque sa logeuse, une veuve, entre dans sa chambre. Faber craint que cette Mrs. Garden se rende compte qu'il utilise un émetteur et qu'il est un espion, alors il la tue avec son stylet, puis reprend sa transmission. 
Par ailleurs, David, un pilote de chasse de la RAF, tout juste breveté, et sa jeune épouse Lucy sont victimes d'un accident de voiture. David perd l'usage de ses deux jambes. Incapable de participer à la bataille d'Angleterre, il devient aigri. Le couple se retire dans une île isolée au large de la côte est de l'Écosse : l'île des Tempêtes (Storm Island). 
Pendant ce temps, le Service de renseignement britannique a mis la main sur tous les espions allemands. Faber est le seul qui lui a échappé. Godliman, un professeur d'histoire, et Bloggs, agent du MI5 et ex-policier, ont pour mission de l'arrêter. Ils tentent d'abord de le localiser en diffusant son nom de code Die Nadel. Le meurtre de la propriétaire Mrs. Garden, à l'aide du stylet, les met sur la piste de Faber. Ils interrogent les autres locataires de la maison en 1940 et identifient Faber à l'aide de sa photo en uniforme de jeune officier allemand. 
Faber a reçu pour mission de Berlin d'examiner si le débarquement de Calais est sérieusement envisagé. Il découvre en East Anglia une importante base militaire factice, construite pour sembler réelle depuis les airs ; pour étayer son futur rapport, il prend des photos des maquettes d'avions grandeur nature. Faber en déduit que l'hypothèse du débarquement dans le Pas-de-Calais est une manipulation. C'est la Normandie qui est le lieu de débarquement choisi. Cinq soldats essaient de l'arrêter, il les tue avec son stylet. Il se dirige alors vers Aberdeen, en Écosse, port au large duquel le sous-marin U-505 doit le ramener en Allemagne, avec ses précieuses photos, car le Führer n'a confiance qu'en lui. 
Godliman et Bloggs s'aperçoivent de la fuite de Faber et se lancent à sa poursuite à travers l'Angleterre du Nord et l'Écosse. Faber leur échappe plusieurs fois. Ses meurtres et ses vols répétés remontent sa piste jusqu'à Aberdeen. 
Exténué à son arrivée dans la petite ville écossaise, Faber vole un chalutier et part à la rencontre du sous-marin. Pris dans une violente tempête, le bateau fait naufrage à Storm Island, où l'espion s'effondre devant la maison isolée où vivent David et Lucy. Cette dernière, malheureuse, délaissée par son mari handicapé, amorce une relation avec Faber. David découvre bientôt à la fois l'infidélité de Lucy et les photos de Faber qui trahissent son rôle d'espion. David tente alors de tuer Faber. Pendant la lutte entre les deux hommes, l'espion précipite l'invalide du haut de la falaise. Il tente de cacher la vérité à Lucy ; elle découvre le corps de son mari et comprend alors qu'il a été assassiné.
Faber, qui s'attend à être arrêté, utilise la radio pour transmettre ses informations à l'Allemagne. Lucy l'en empêche en court-circuitant le système électrique de la maison. Faber devrait, en représailles, tuer Lucy ; il se découvre incapable de le faire, trop amoureux de cette femme, qui met en péril sa mission. Devant l'impossibilité d'utiliser la radio, Faber tente de descendre de la falaise pour nager vers l'U-Boot qui l'attend. Lucy laisse tomber sur lui une grosse pierre, qui l'atteint. Il fait une chute mortelle. Un message radio fictif est finalement envoyé avec le code d'appel de Faber pour convaincre les Allemands que l'invasion est prévue à Calais. 

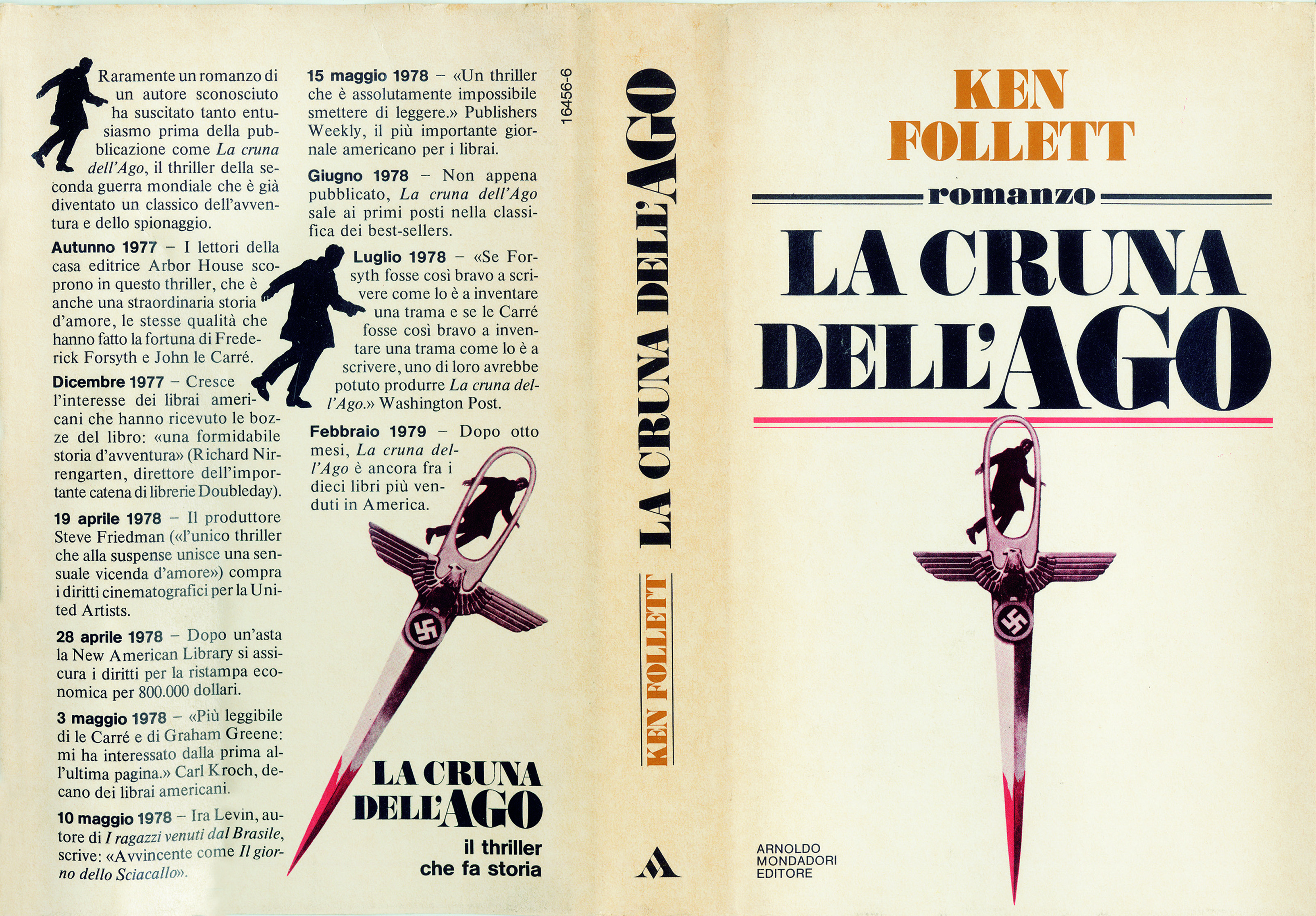
Couverture d'une édition italienne (Mondadori, 1979).

## Honneurs
L'Arme à l'œil occupe la 25e place au classement des cent meilleurs livres policiers de tous les temps établi par en 1995 l'association des Mystery Writers of America.

## Adaptation
- 1981 : L'Arme à l'œil, film britannique réalisé par Richard Marquand, avec Donald Sutherland, Kate Nelligan, Stephen McKenna et Philip Martin Brown.